# أولاد سعيد (بني بوفراح)
أولاد سعيد هي إحدى مشيخات المملكة المغربية، تتبع جغرافيا لإقليم الحسيمة وإداريًا لبني بوفراح. يقدر عدد سكانها بـ 27362 نسمة حسب الإحصاء الرسمي للسكان والسكنى لسنة 2004.